# Jean Miélot

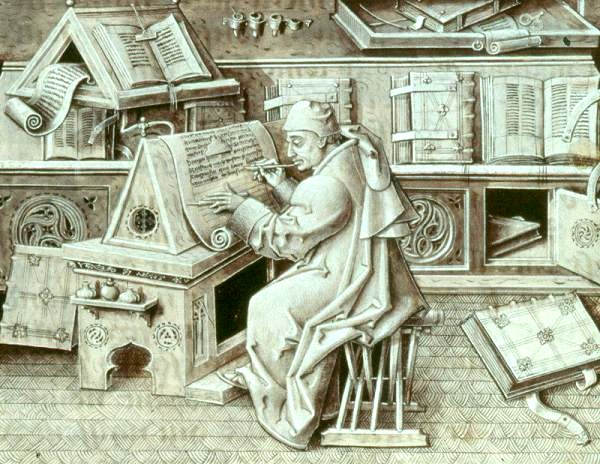
Jean Miélot im Skriptorium (nach 1456)

Jean Miélot (* im 15. Jahrhundert in Gueschard bei Abbeville in der Picardie im heutigen Nordfrankreich; † 1472 in Lille, heute Frankreich) war ein Schreiber, Illustrator von Handschriften, Übersetzer, Autor und Priester.

## Leben
Miélot wurde vom Herzog von Burgund Philipp dem Guten, der seit 1435 sein Landesherr war, im Jahre 1449 als Schreiber angestellt, nachdem er das Werk Speculum Humanae Salvationis vom Lateinischen in die französische Sprache übersetzt und adaptiert hatte. Zusätzlich zu seinem Gehalt am Hofe wurde er 1453 vom Herzog zum Kanoniker an der Kirche St. Pierre in Lille bestellt. Diesen Posten bekleidete er bis zu seinem Tode. Er wurde in St. Pierre bestattet. Karl der Kühne schätzte die Dienste Miélots auch nach dem Tode seines Vaters im Jahre 1467. 1468 wurde er Kaplan von Ludwig von Luxemburg, Graf von Saint-Pol.
Miélot scheint im jeweiligen Palast der Herzöge gewohnt zu haben und sowohl in Brüssel als auch in Lille jeweils Werkstätten mit Schreibern und Miniaturmalern unterhalten zu haben. Nach dem Fasanenfest des Jahres 1454 am burgundischen Hof entstand dort eine Bewegung zur Wiederbelebung der Kreuzzüge. Diese Bewegung wurde auch durch die Eroberung Konstantinopels im Jahre 1453 durch die Osmanen verstärkt und führte zu verschiedenen Aufträgen an die Werkstätten zur Übersetzung und Reproduktion von Reisebeschreibungen über den Orient.
Miélot befasste sich nicht nur mit Übersetzungen von Lateinischen oder Italienischen in die französische Sprache, sondern schrieb auch eigene Bücher oder Verse. Insgesamt wurden 22 Bilderhandschriften von ihm fertiggestellt und illustriert, die nach seinem Tode in dem neuen Verfahren des Buchdrucks weit verbreitet werden konnten.

## Arbeitsweise Miélots
Philipp der Gute war der Förderer der Buchkunst in seinem Herrschaftsbereich und unterhielt eine Anzahl von Schreibern, Kopisten und Künstlern, unter denen Miélot eine bedeutende Stellung hatte. Er fertigte bei seinen Übersetzungen zuerst einen Entwurf, eine minute, mit Skizzen der Miniaturen und der Inkunabeln. Am Hof des Herzogs wurden die Texte nach seiner Zustimmung zum Gesamtwerk laut vorgelesen. Schlussendlich wurde eine Luxusausgabe auf feinstem Vellum für die Bibliothek des Herzogs hergestellt. Miélot selbst malte einige seiner Miniaturen selbst und schrieb manche Texte selbst in Gebrochener Schrift, wie Paläografen feststellten.
Im burgundischen Kulturkreis war es üblich, dass an den Beginn der Texte auf einer Miniatur dargestellt wird, wie der Autor dem Herzog oder einem anderen Auftraggeber das fertiggestellte Buch überreicht. Deshalb gibt es heute eine Anzahl von
Porträts des Übersetzers und Autors, so zum Beispiel in Traité sur l'oraison dominicale gemalt in Brüssel in den Jahren 1454–1457 von Jean Le Tavernier.

## Veröffentlichungen
eigene Werke
- Le Miroir de l’Humaine Salvation nach dem Speculum Humanae Salvationis.
- Miracles de Nostre Dame
- Eine Version des Epître d’Othéa von Christine de Pizan, erweitert um Material aus der Geneologia Deorum Gentilium von Giovanni Boccaccio.

Übersetzungen
- Romuléon von Benvenuto Ramboldi da Imola. Die Handschrift für Philipp den Guten wurde von Colard Mansion geschrieben.
- La controverse de noblesse, eine Übersetzung der Controversia de nobilitate von Buonaccorso da Montemagno, zusammen mit Le Débat d’honneur nach dem italienischen Text von Giovanni Aurispa.
- 1454–1457: Traité sur l’oraison dominicale, Philipp dem Guten gewidmet.
- Miroir de l'âme pécheresse (Der Spiegel der sündigen Seele) Übersetzung von Speculum aureum animae peccatricis.
- Les quattres choses derrenieres, Übersetzung von Cordiale quatuor novissimorum. Dieser Text wurde 1475 von Colard Mansion und William Caxton in Brügge gedruckt. Caxton selbst druckte später die englische Übersetzung des Anthony Woodville, 2. Earl Rivers mit dem Titel Cordyale, or Four last thinges.
- Advis directif pour faire la passage doultre-mer, ein Fremdenführer für das Heilige Land.
- La Vie de sainte Catherine d’Alexandrie. Es sind zwei Bilderhandschriften erhalten: die erste ist die Philipp des Guten, die zweite ist ein von Simon Marmion für Margareta von York geschriebenes und illuminiertes Exemplar.
- Consolation des desolez.